# Dolmen de la Loge aux Sarrazins
Der Dolmen de la Loge aux Sarrazins (deutsch Hütte der Sarazenen – auch Dolmen du Mont Savarin genannt) liegt auf einem Bauernhof in Saint-Germain-de-Tallevende-la-Lande-Vaumont, bei Flers im Département Calvados in der Normandie in Frankreich. Dolmen ist in Frankreich der Oberbegriff für Megalithanlagen aller Art (siehe: Französische Nomenklatur).
Der einfache Dolmen (französisch Dolmen simple), der einer Anta oder einem Polygonaldolmen ähnelt, besteht aus fünf Tragsteinen und einem großen Deckstein von etwa 3,0 × 2,4 m. Er bedeckt eine Kammer von 1,8 × 1,3 m.
Unter entwurzelten Eichen in der Nähe wurden zwei Bronzeäxte und eine römische Goldmünze entdeckt.
In der Nähe befinden sich Menhire aus Granit.